# Tachyphylaxie
En médecine, la tachyphylaxie  (du grec ταχύς, tachys, "rapide", et φύλαξις, phylaxis, "protection") désigne une accoutumance de l'organisme à un agent pathogène ou à un traitement. Dans le deuxième cas on parle d'échappement thérapeutique.

## L'échappement thérapeutique
L'échappement thérapeutique est le fait, pour un traitement, de devenir inefficace après une période d'efficacité. Il s'agit en quelque sorte d'une accoutumance à la molécule contenue dans ce médicament. On parle notamment d'échappement thérapeutique pour désigner les cancers qui cessent de répondre aux traitements.